# Poa arida
Espèce
Poa arida est une espèce de plantes monocotylédones de la famille des Poaceae (graminées), sous-famille des Pooideae, originaire d'Amérique du Nord.
Cette graminée vivace pousse jusqu'à 80 centimètres de hauteur. L'inflorescence est généralement compacte, ses épillets contenant de 3 à 7 fleurs. Elle présente parfois des rhizomes. Elle pousse en touffes ou en grappes ou parfois solitaire. Elle se reproduit par graines et par rhizome.

## Distribution et habitat
Poa arida se rencontre dans tout l'ouest et le centre du Canada et le centre des États-Unis. Elle est plus commune à l'est de la ligne continentale de partage des eaux ; les spécimens vus à l'ouest sont souvent le résultat d'identifications erronées.
La plante pousse dans de nombreux types d'habitats dans les Montagnes Rocheuses, le plateau du Colorado, les Grandes Plaines et d'autres régions limitrophes. La limite nord de son aire de répartition se situe dans le nord de l'Alberta.